# Megaselia cassandra
Megaselia cassandra är en tvåvingeart som beskrevs av Borgmeier 1971. Megaselia cassandra ingår i släktet Megaselia och familjen puckelflugor. Inga underarter finns listade i Catalogue of Life.